# Arrhyton procerum
Arrhyton procerum là một loài rắn trong họ Colubridae. Loài này được Hedges & Garrido miêu tả khoa học đầu tiên năm 1992.